# 水酸化ウラニル(VI)
水酸化ウラニル(VI) はウランの水酸化物で、化学式は単量体は UO2(OH)2 、二量体は (UO2)2(OH)4  で表される。水溶液中ではどちらも共存している。ほぼ中性の酸化ウラン溶液からコロイド状沈殿として生じ、イエローケーキ中にも含まれる。 
水酸化ウラニルはかつてガラスの製造や陶磁器の釉薬、高温環境で用いる顔料に利用されていた。ガラスにはアルカリ金属の重ウラン酸塩を作って溶け込み、透過光は黄色、反射光は緑色を示す。さらに、紫外線により蛍光を発する。
水酸化ウラニルは放射線を放ち、催奇形性がある。